# Avatar Press
Avatar Press es una editorial independiente de historietas de origen estadounidense, fundada en 1996 por William A. Christensen, y con base en Rantoul, Illinois, EE. UU., que crea y difunde historias de contenido adulto, con guiones duros y dibujos clasificados para público adulto.

## Revisión
Avatar Press es notoria por la publicación de historias de corte "Bad Girl" como Pandora, que es considerado por muchos como el personaje emblemático de la empresa. Otros libros badgirl serían Hellina, Lookers y The Ravening.
Como parte de un esfuerzo por trascender la categorización de publicaciones de este tipo, le ha ofrecido a un notorio número de autores prestigiosos la oportunidad de publicar comic books sin quitarle los derechos sobre las obras, y sin ninguna restricción de contenidos. Entre los autores publicados se cuentan Frank Miller, Warren Ellis, Alan Moore y Garth Ennis.
Más adelante, la compañía pudo hacerse cargo de muchas adaptaciones al cómic de películas y series famosas de ciencia ficción y horror , como RoboCop, Stargate SG-1, o Viernes 13.
Avatar también tiene una fuerte presencia en línea, lanzando obras de Ellis como FreakAngels y con sitios de noticias sobre historietas como Bleeding Cool conducido por Rich Johnston.

## Antiguas series notables como Normal
- Stargate, ambos Stargate SG-1 y Stargate Atlantis

## Títulos
Los títulos publicados por Avatar Press se pueden subcategorizar en los siguientes géneros:

### Bad Girl
Algunos cómics notable de carácter Bad Girl (generalmente escritos por William A. Christensen y Mark Seifert) son:
- Pandora
- Hellina
- Shi, de William Tucci
- The Ravening
- Lookers
- Jade Warriors, de Mike Deodato
- Avengelyne, Glory y The Coven, de Rob Liefeld
- Demonslayer, de Marat Mychael
- Webwitch, de Tim Vigil
- Lady Death (de fama Comics de Caos), Belladonna, War Angel, Unholy y Gitana, de Brian Pulido
- Medieval Lady Death
- Razor, de Everette Hartsoe
- Jungle Fantasy protagonizada por Fauna de la serie Fauna la Chica de la Jungla
- Twilight que, junto con Twilight: Live Wire, fue reimpreso en Twilight: Raw
- Widow por Mike Wolffer
- Widow X Mike Wolffer

### Adaptaciones

#### Propiedades licenciadas
Algunas adaptaciones notables incluyen:
Series Sci-fi como: 
- RoboCop, de Frank Miller, basado en guiones no utilizados para RoboCop 2 y RoboCop 3
- Especies

Series de horror como: 
- Viernes 13
- Una Pesadilla en Elm Street
- La Masacre de Texas
- Night of the Living Dead, de George A. Romero

#### Otros medios
Adaptaciones de otros medios (y reimpresiones) notables:
- Alan Moore:
  - Another Suburban Romance
  - The Courtyard
  - The Courtyard Companion
  - Glory
  - Hypothetical Lizard
  - Light of Thy Countenance[2]
  - Palabras Mágicas
  - Nightjar
  - Una pequeña matanza
  - Writing for Comics
  - Yuggoth Cultures and Other Growths

- Joe R. Lansdale: 
  - The Drive-in
  - Por manos bizarras

- George R. R. Martin:
  - Fevre Dream
  - EL comercio de pieles

### Trabajos Originales
Avatar también publica trabajos originales de los siguientes autores:
- Jamie Delano:
  - Narcopolis[3][4]
  - Rawbone

- Warren Ellis:
  - Aetheric Mechanics
  - Anna Mercury
  - Apparat
  - Atmospherics
  - Bad Signal
  - Bad World
  - Blackgas
  - Black Summer
  - Captain Swing and the Electrical Pirates of Cindery Island
  - Crécy
  - Dark Blue
  - Doktor Sleepless
  - Frankenstein's Womb
  - FreakAngels
  - Gravel
  - Ignition City
  - No Hero
  - Scars
  - Supergod
  - Wolfskin

- Garth Ennis:
  - 303
  - Crónicas de Wormwood
  - Crossed[5]
  - Pijas
  - Calles de Gloria

- Christos Gage: Absolution[6]
- Kieron Gillen: The Heat[7]

- Steven Grant:
  - Mi Carne es Cool
  - "AlmasMortales"

- Jenni Gregory: Dreamwalker
- Rich Johnston: Rich Johnston's Holed Up
- Mark Millar: The Unfunnies
- Alan Moore: 
  - Neonomicon
  - Providence con Jacen Burrows.
- Eric Powell : The Goon

- John A. Russo:[8]
  - Escape of the Living Dead[9]
  - George A. Romero's Night of the Living Dead[10]
  - Plague of the Living Dead[11]
- Tim Vigil:
  - Faust
  - Cuda: An Age of Metal and Magic
  - Webwitch